# 4619 Polyakhova
4619 Polyakhova је астероид главног астероидног појаса чија средња удаљеност од Сунца износи 2,689 астрономских јединица (АЈ).
Апсолутна магнитуда астероида је 12,6.